# Willem Lenssinck

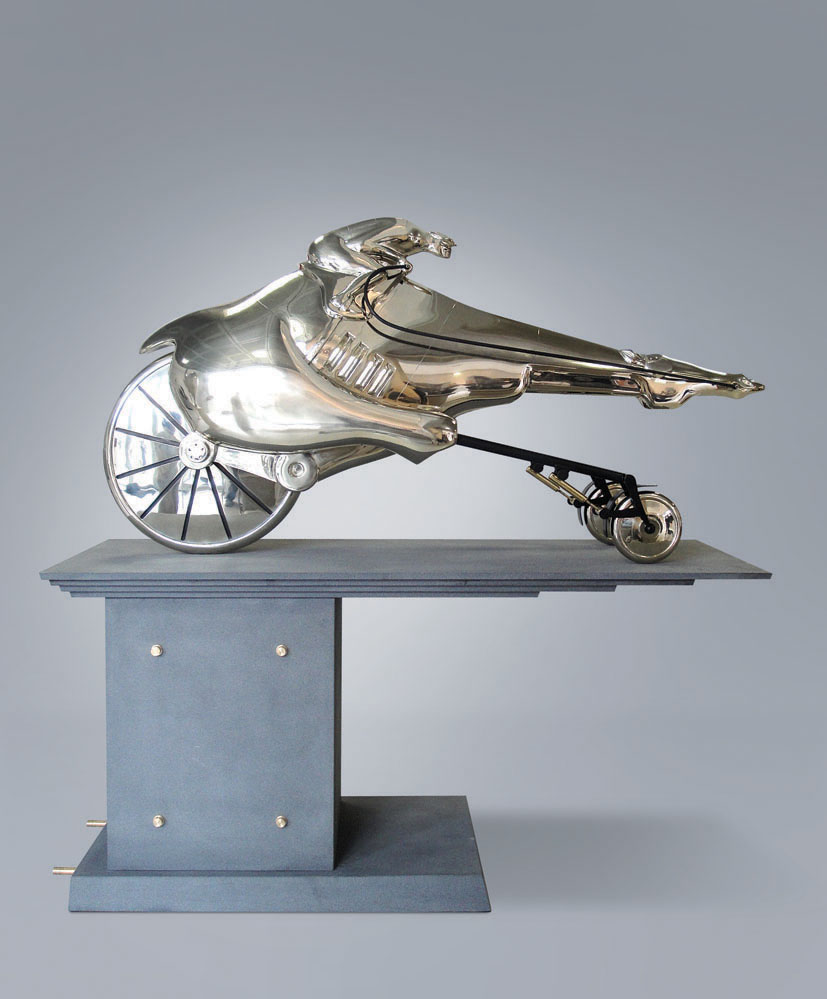
Willem Lenssinck - Formula I Racing Horse (2014), Neusilber

Willem Lenssinck, geboren als Wilhelmus Joannes Lenssinck (Woerden, 21 april 1947) is een Nederlandse beeldhouwer en designer.

## Biografie
Lenssinck groeide op in Harmelen als zoon van een Nederlandse vader en een Duitse moeder. Begin jaren 1950 verhuisde het ouderlijk gezin naar de wijk Hoograven in Utrecht, de stad waar hij in 1972 afstudeerde aan de Hogeschool voor Beeldende Kunsten. Daarna werd hij keramisch ontwerper bij Faience- en Tegelfabriek Westraven in Utrecht, een dochteronderneming van De Porceleyne Fles. In 1979 maakte hij definitief de overstap naar sculpturen in brons en design in staal. In 1985 vestigde hij zich met zijn gezin in Langbroek. In 2003 hertrouwde hij, met Catherine Laimböck-Vermeulen, een dochter van schilder Piet Vermeulen. Lenssinck is respectievelijk de vader en stiefvader van kunstenaar Jeroen Lenssinck en kunstenares Lia Laimböck.

## Werk
Lenssinck begon na de academie zijn carrière als ontwerper van keramische gevelpanelen en tegels. Hij werkte veelal in opdracht van gemeenten en scholen. Na 2 jaar besloot hij, begin jaren 1970, voor zichzelf te gaan werken.
Na zijn verhuizing naar Langbroek, in 1985, nam hij geen opdrachten meer aan, maar concentreerde hij zich volledig op vrij werk in brons en design. Hij begon met het ontwerpen van bronzen sculpturen, van meubels en lichtobjecten in staal en aluminium. Sinds 2005 gebruikt hij nieuwe technieken. 3D als vervanger van het gipsmodel. Zijn sculpturen worden gegoten in brons, Neusilber, RVS-staal en aluminium. Zijn sculpturen kenmerken zich door strak gelijnde vormen en gladde oppervlakken. Thema's in zijn werk zijn vrouwen- en wachterfiguren, stieren en paarden, die vaak een sciencefiction-achtige uitstraling hebben.
Lenssincks werk bevindt onder andere in de collecties van het British Museum, het museum Beelden aan Zee, het Museum De Buitenplaats, het Nederlands Tegelmuseum, de collectie Noack-Berlin, de collectie IHK Hannover en de collectie van Silvio Berlusconi. In 1991 ontving hij de Pieter d'Hont-prijs en in 1993 werd hij onderscheiden met de Zien en Weergeven Hans van Dokkum prijs van het Genootschap Kunstliefde.
In 2007 verscheen de monografie Willem Lenssinck ter gelegenheid van zijn zestigste verjaardag. Eind 2015 tot begin 2016 waren diverse sculpturen, met thema 'paard en machine', te zien tijdens de expositie 'Horse-Power' in het Louwman Museum te Den haag.

## Werk in de open ruimte
- Spelende kinderen (1976), zijgevel van Acaciastraat 37, Nieuwegein
- De Touwtrekkers (1979), plein voor sportzaal De Sluis, Kastanjestraat 2, Nieuwegein
- Drie struisvogels, Paulus Potterlaan 13, 1e Van der Huchtschool, Soest
- Kinderen die muzieknoten beklimmen (1974), Mauritshof (school De Notenbalk) in Harmelen
- De Zaaier (1981), tegeltableau, Kruisboog 22, Houten, in de tuin bij kerk De Lichtboog

## Tentoonstellingen (selectie)
- 1990 - 1993 Pan Fine Art Fair, Amsterdam
- 1992 - 2016 Galerie Laimböck, Langbroek
- 1993 - 2016 TEFAF, Maastricht
- 1993 - Kunsthaus Bühler, Stuttgart
- 1994 - Beelden aan Zee, Scheveningen
- 1994 - Art Fair Herrenhausen, Hannover
- 1995 - Lineart, Gent
- 1996 - Tresor Fine Art Fair, Singapore
- 2000 - Museum De Buitenplaats, Eelde
- 2007 - Steendruk Museum, Valkenswaard
- 2010 - 2012 Art Fair Zurich, Zurich
- 2013 - Art Fair, West Palm Beach
- 2014 - Pan Fine Art Fair, Amsterdam
- 2015 - Pan Fine Art Fair, Amsterdam
- 2015 - Louwman Museum, Den Haag

```
 2016 - TEFAF, Maastricht
```

- 2016 - Buitenplaats Sparrendaal, Driebergen-Rijsenburg
- 2016 - Pan Fine Art Fair, Amsterdam

```
 2017 - TEFAF, Maastricht
 2017 - Werkstatt Galerie Noack, Berlin
```

## Galerij

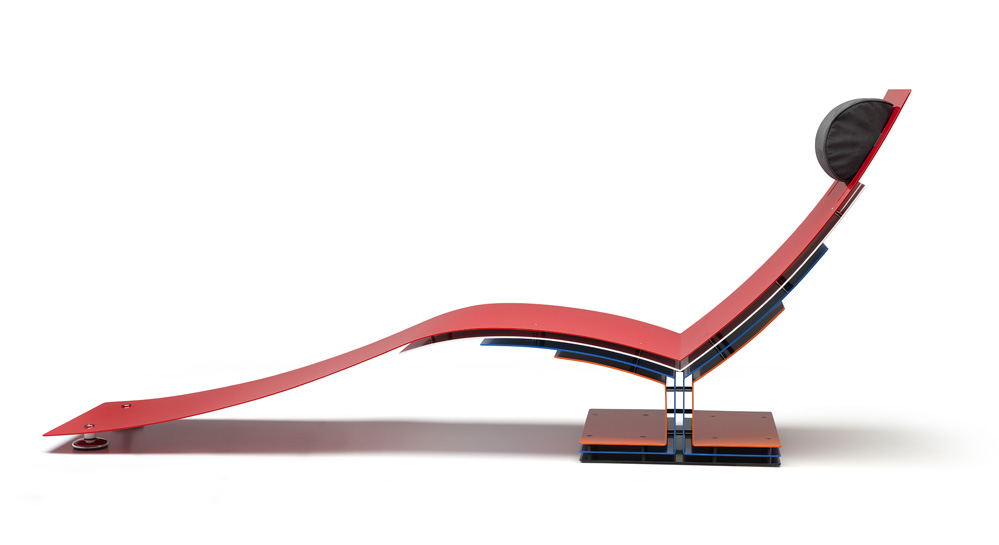
Royal Dutch Chair (2012)
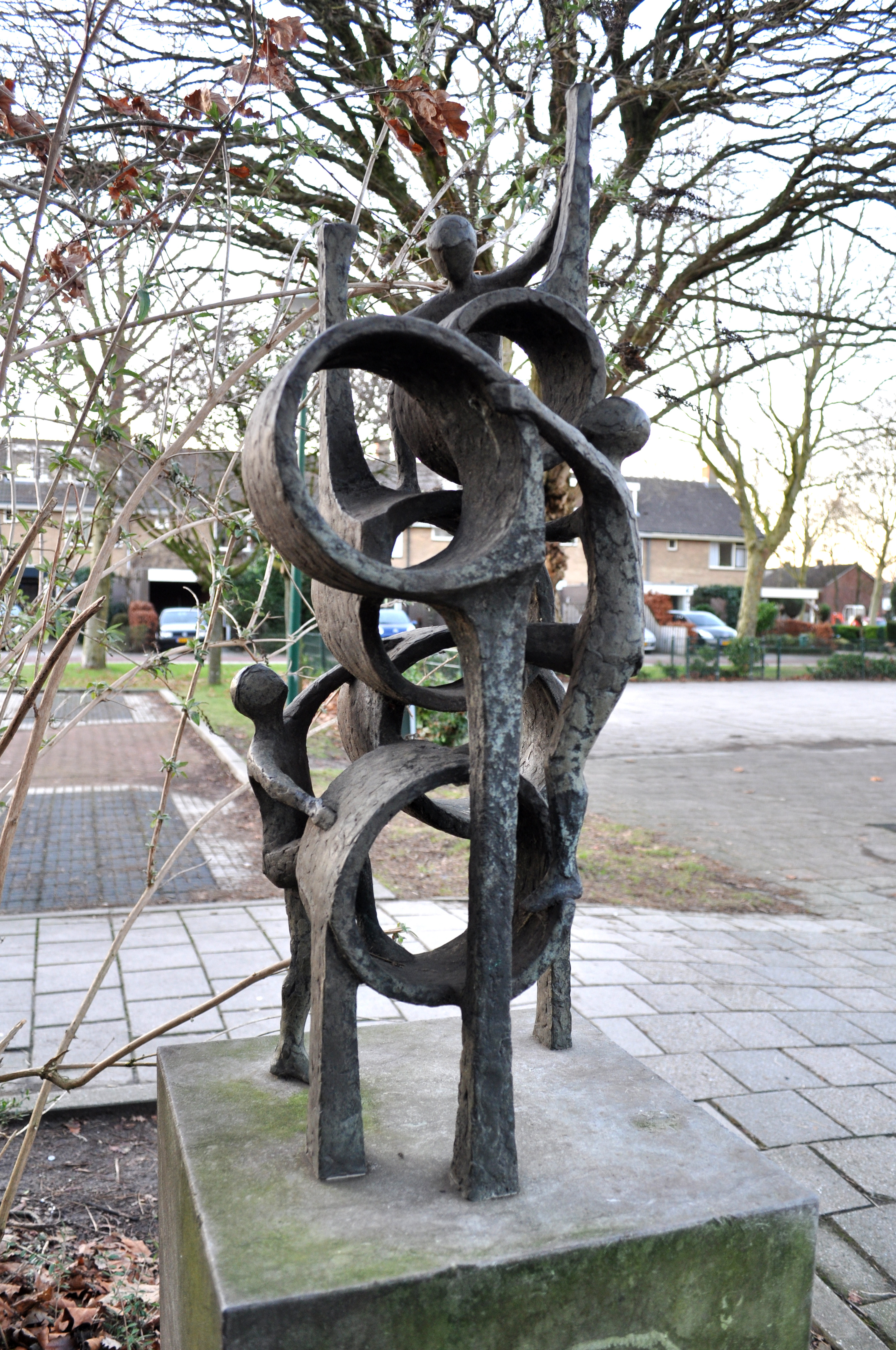
Kinderen die muzieknoten beklimmen
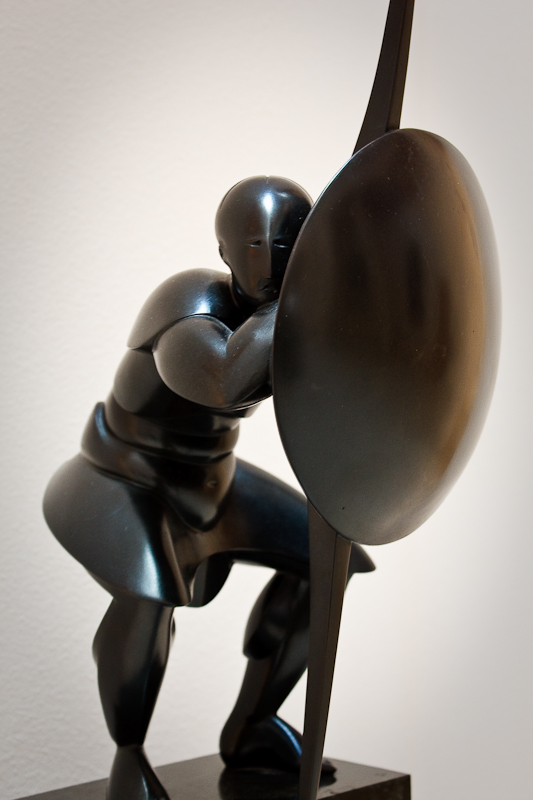
Grote Wachter, brons 210 h.

- Gemeinsame Normdatei: 119324393
- International Standard Name Identifier: 0000 0000 4708 1822
- Library of Congress Control Number: no2002105469
- Nederlandse Thesaurus van Auteursnamen: 301731675
- RKD-Nederlands Instituut voor Kunstgeschiedenis: 49405
- Système universitaire de documentation: 122198549
- Virtual International Authority File: 59891816
- WorldCat: E39PBJw4DyDGvpF7pGxpYmTbVC